# Wyspy Hoorn

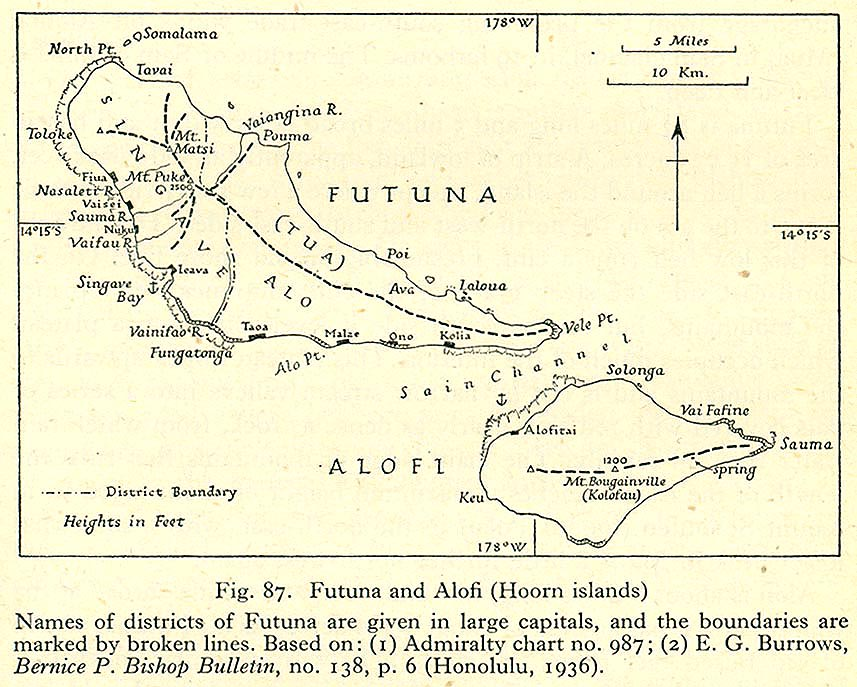
Hoorn Islands (Futuna i Alofi)

Wyspy Hoorn (także Wyspy Futuna) – jedna z dwóch grup wysp francuskiego terytorium zależnego Wallis i Futuna. Wyspy te mają powierzchnię 115 km², a ich ludność wynosi 4873 (2003).
Wyspy Hoorn obejmują 2 wyspy oraz niewielkie skały przybrzeżne:
- Futuna (na północy) (83 km², zamieszkana przez 4871 osób)
- Alofi (na południu) (32 km², zamieszkana przez 2 osoby)

Administracyjnie Wyspy Hoorn podzielone są na 2 okręgi (spośród 3 okręgów plemiennych Wallis i Futuny):
- Alo (Tuʻa): wschodnia część Futuny oraz wyspa Alofi (obszar 85 km², zamieszkana przez 2993 osób)
- Sigave (Singave): zachodnia część Futuny (obszar 30 km², zamieszkana przez 1880 osób)